# ホネクイハナムシ
ホネクイハナムシOsedax japonicusは、海底に沈んだクジラの死骸から発見された多毛類の一種。鯨骨生物群集の一種である。鹿児島県の野間岬沖に人為的に沈められたマッコウクジラの死骸に群生しているのが発見され、2006年に記載された。

## 特徴
雌は鰓冠、中体部、樹根状栄養体部の3部構成の体制を持つ。雄はトロコフォア幼生に似た形態をした非常に小さい矮雄であり、雌の棲管や粘液中で生活する。
雌は樹根状栄養体部を鯨骨や死骸の肉に埋没させて固着している。この部分に従属栄養細菌が共生していて、クジラの死骸から脂質を取り込んで分解し、栄養を得ていると考えられている。ホネクイハナムシ類はこの共生細菌から得られる栄養に依存しており、消化管を持たない。また生殖巣も樹根状栄養体部にある。
中体部は薄い膜状の棲管に覆われており、先端の鰓冠を外に出している。鰓冠は4本に分かれた鰓からなり、赤い血液を含むために赤く見える。鰓の長さは1から7ミリメートルで、中体部は9ミリメートル程度になる。
同属他種と異なるホネクイハナムシの特徴としては、卵を水中に放出せず、棲管を覆う粘液中でトロコフォア幼生まで発生すること、輸卵管開口部が短いことなどが挙げられる。またこの属としては浅い水深（200から250メートル）から発見されており、比較的高い水温に適応している。

## 系統と分類
ホネクイハナムシ属は、系統的には熱水噴出孔に群生するハオリムシ類に近く、かつて有鬚動物門とされていたヒゲムシ類とともに環形動物門シボグリヌム科に分類されている。
ホネクイハナムシ属にはホネクイハナムシのほかアカホネクイハナムシO. rubiplumus、タテジマホネクイハナムシO. frankpressiなどが含まれ、2009年までに11種が知られているほか、未記載種も確認されている。

## 参考書籍
- 藤倉克則、奥谷喬司･丸山正『潜水調査船が観た深海生物 深海生物研究の現在』東海大学出版会、2008年。ISBN 9784486017875。
- 北村雄一『深海生物の謎 彼らはいかにして闇の世界で生きることを決めたのか』ソフトバンク･クリエイティブ〈サイエンス･アイ新書〉、2007年。ISBN 9784797339239。